# Ultima cena (Bassano)
L'ultima cena è un dipinto olio su tela di Francesco Bassano eseguito nel 1585 e collocato nella basilica di Santa Maria Maggiore di Bergamo, sopra l'altare dedicato al Santissimo Sacramento.

## Storia e descrizione
Le informazioni relative alla committenza dell'opera, sono scarse, ma ci dicono che l'artista fu sollecitato alla consegna del lavoro finito da parte dei sindaci della congregazione della Misericordia Maggiore il 9 novembre 1586, questo indicherebbe la committenza di un paio di anni prima, intorno al 1584, anno in cui gli stuccatori Porta ottennero la commissione degli stucchi.

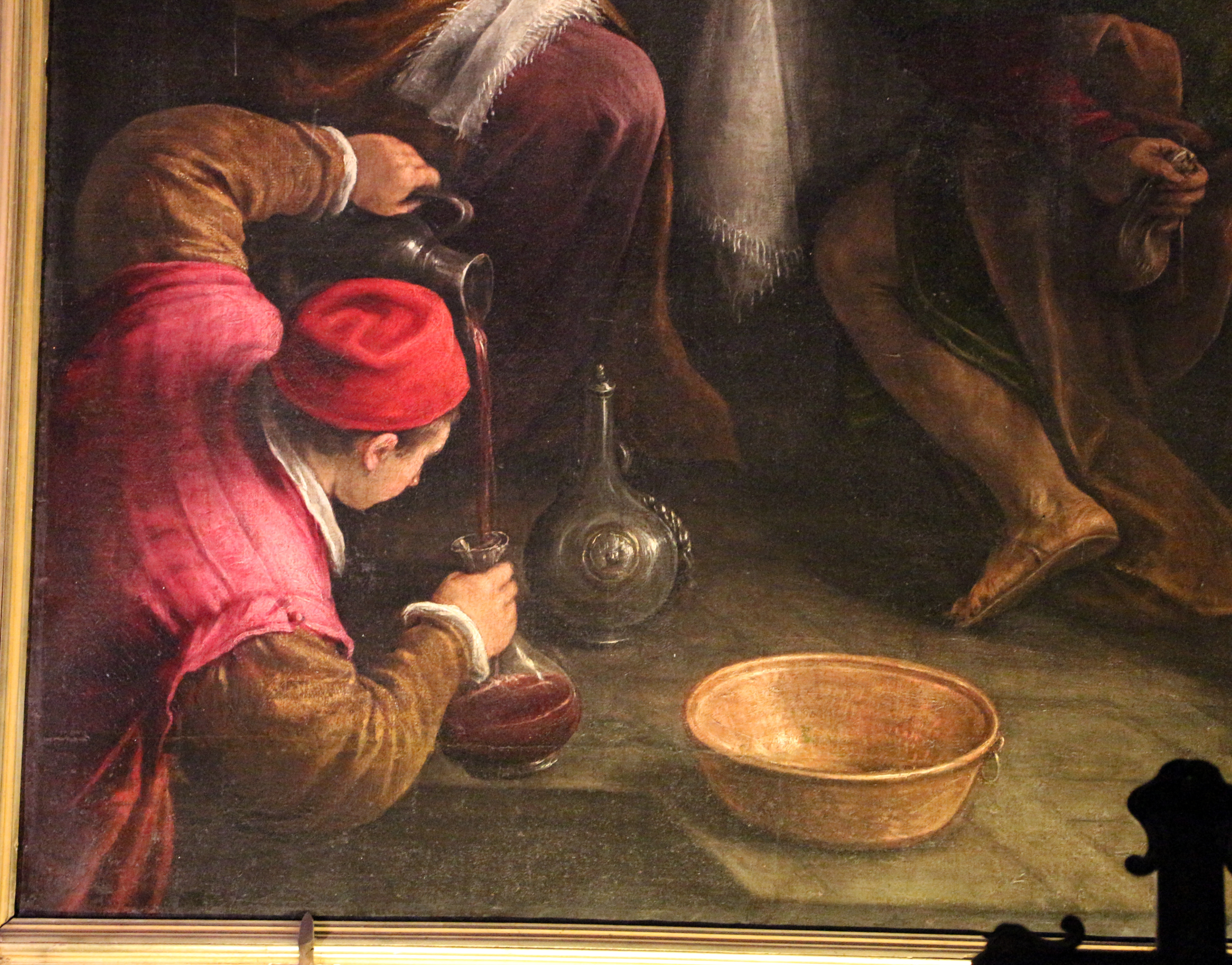
Francesco Bassano particolare dell'Ultima cena, 1584

Il dipinto presenta molti accostamenti con l'opera a medesimo soggetto del Tintoretto, e conservata nella chiesa di San Simeone Profeta di Venezia, presentandosi in una composizione lontana dai canoni tradizionali e molto dinamica sviluppandosi su due differenti diagonali. Protagonista della tela non è Cristo che è posto in secondo piano pur occupando la parte centrale del dipinto. Il dipinto si sviluppa verticalmente, obbligato per la collocazione a cui era stato destinato, contrariamente al dipinto con medesimo soggetto del Bassano conservato nel Museo del Prado di Madrid, eseguito l'anno successivo, anche se i due dipinti hanno molte assonanze: sul lato destro delle due tele, è raffigurato un ragazzo aggrappato alla colonna che cerca di prendere il tendaggio, in primo piano a destra il garzone che versa il vino nel alzando in maniera forse eccessiva il braccio è posto su entrambe le tele.

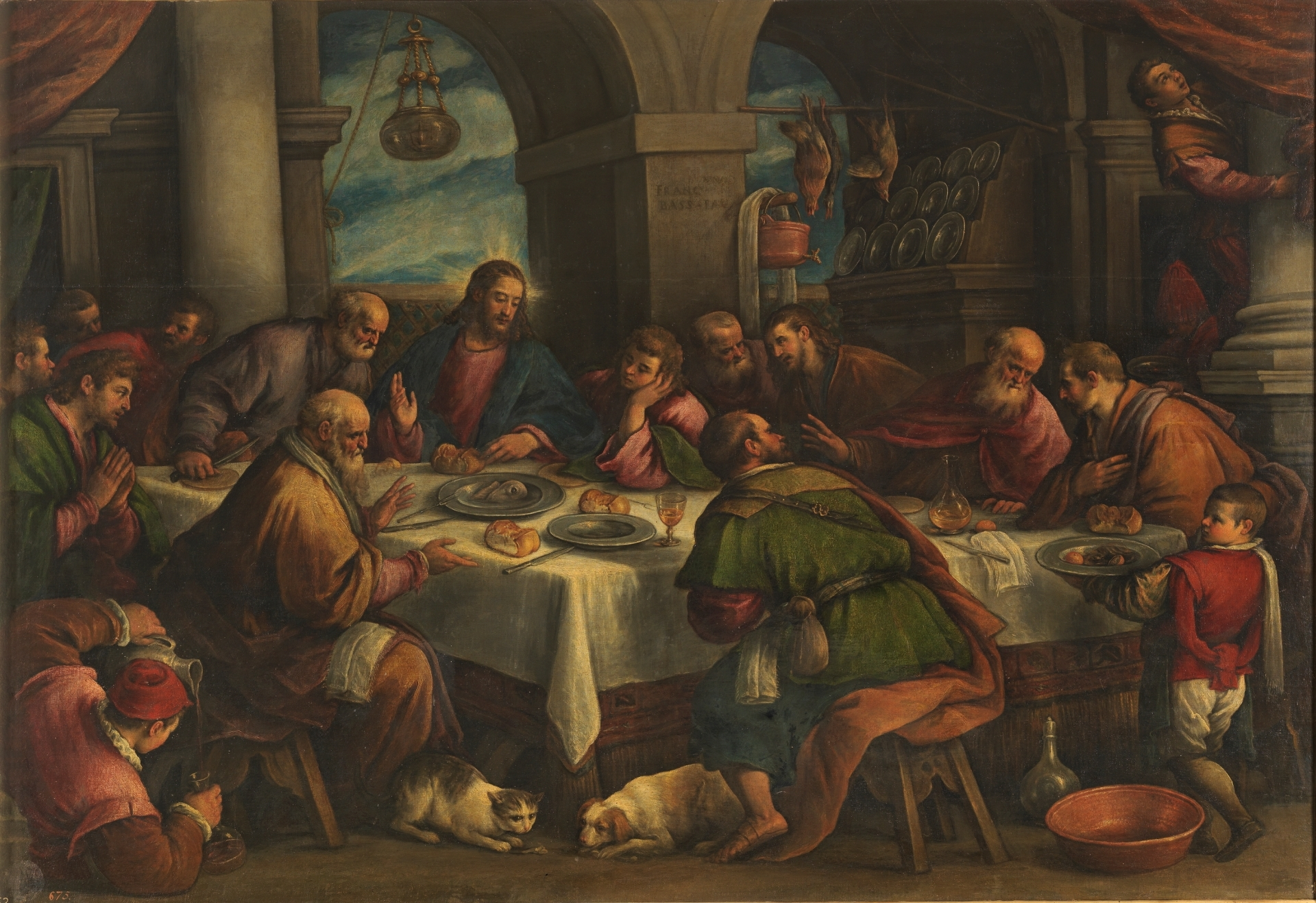
La Última Cena, di Francesco Bassano (Museo del Prado)

La scena si svolge in un'ampia sala che presenta un'architettura particolarmente ricca con colonne possenti che riprendono lavori sempre del Tintoretto. I colori hanno tonalità molto profonde con sprazzi di luce, con tinte che vanno dal rosso acceso, come l'abito del servitore che solleva un grande piatto da portata e il cappello del personaggio in primo piano a sinistra, per terminare con i colori più scuri.
L'artista ha raffigurato gesti che pur facendo parte del quotidiano contengono una grande simbologia. Il travaso del vino da un contenitore all'altro del garzone in primo piano è un chiaro riferimento al sangue che verrà versato da Cristo nel martirio, mentre la bacinella e l'asciugamano riportano alla lavanda dei piedi, e all'atto di lavarsi le mani da parte di Ponzio Pilato. I due animali domestici, cane e gatto posti in primo piano, sono raffigurati in un atteggiamento molto teso, vogliono essere un riferimento al tradimento di Giuda che posto di schiena in primo piano trattiene nella mano sinistra, nascosta dietro, il sacchetto dei denari, prezzo del suo tradimento. Anche questa raffigurazione è riprendere il lavoro del Tintoretto. Seduto sulla tavola, primo a sinistra è raffigurato un personaggio canuto, con la grande barba bianca che pare compiere un gesto benedicente sul pane che tiene di fronte, e questo evoca il sacramento eucaristico.
L'artista ha completato la scena anche con personaggi che non fanno parte della tradizione, come due uomini con il turbante arabo che, posti lontano dalla scena, pare vogliano commentarla. Vi è un devoto che sale una gradinata per porre omaggio presso un altare. Il pittore eseguirà altre opere per la fondazione MIA, opere sempre per la chiesa mariana, successivamente la Natività della Vergine, e Presentazione al tempio, annunciazione e Visitazione di Maria a Elisabetta.